# Ancylometis ribesae
Ancylometis ribesae is een vlinder uit de familie sikkelmotten (Oecophoridae). De wetenschappelijke naam van deze soort is voor het eerst geldig gepubliceerd in 1996 door Viette.
De soort komt voor in tropisch Afrika.